# Cuisine bouddhique

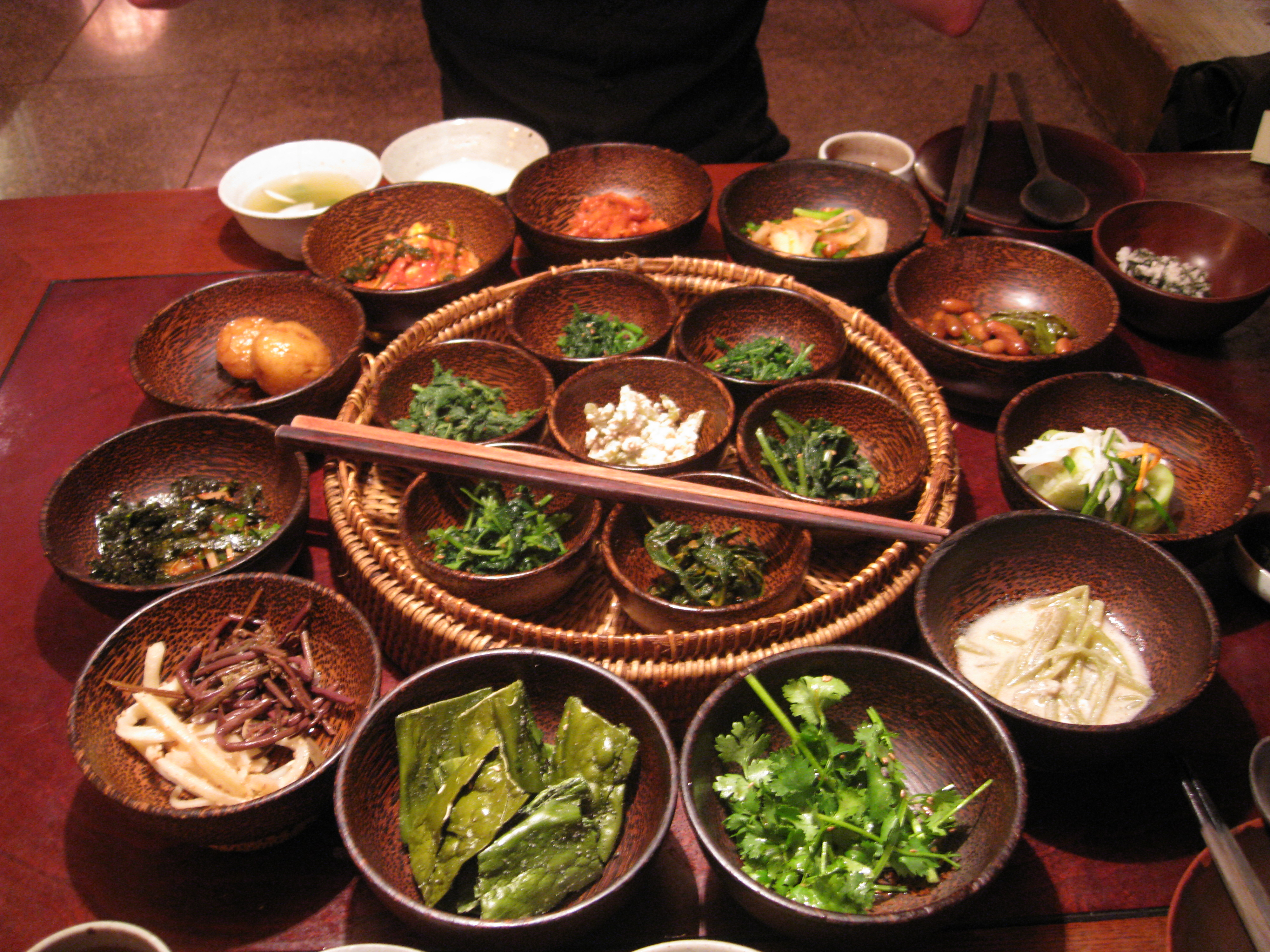
Nourriture du temple (사찰음식) en Corée.

La cuisine bouddhique est une cuisine d'Asie de l'Est et du Sud-Est, qui est consommée par les moines et de nombreux croyants dans des régions historiquement influencées par le bouddhisme chinois. Elle est presque complètement végétarienne ou végétalienne et est basée sur le concept dharmique de non-violence (ahimsa). Le végétarisme est courant dans d'autres religions dharmiques telles que l'hindouisme, le jaïnisme et le sikhisme, ainsi que dans des religions d'Asie de l'Est telles que le taoïsme. Alors que de nombreux moines sont végétariens tout au long de l'année, beaucoup de croyants ne suivent que temporairement le régime végétarien bouddhique, à la manière du carême chrétien.
La cuisine végétarienne est connue en Asie, notamment sous le nom sùshí (素食 ; « nourriture végétarienne »), chúnsù (纯素 ; « végétarien »), zhāicài (斋菜 ; « alimentation de jeûne ») en Chine, en Malaisie, à Singapour et à Taïwan ; đồ chay au Vietnam ; shōjin ryōri (精進料理 ; « cuisine de dévotion ») au Japon ; sachal eumsik (사찰음식 ; « nourriture du temple ») en Corée ; jay (เจ) en Thaïlande. Les plats constituant la cuisine bouddhique d'une région sont influencés par le style culinaire local.

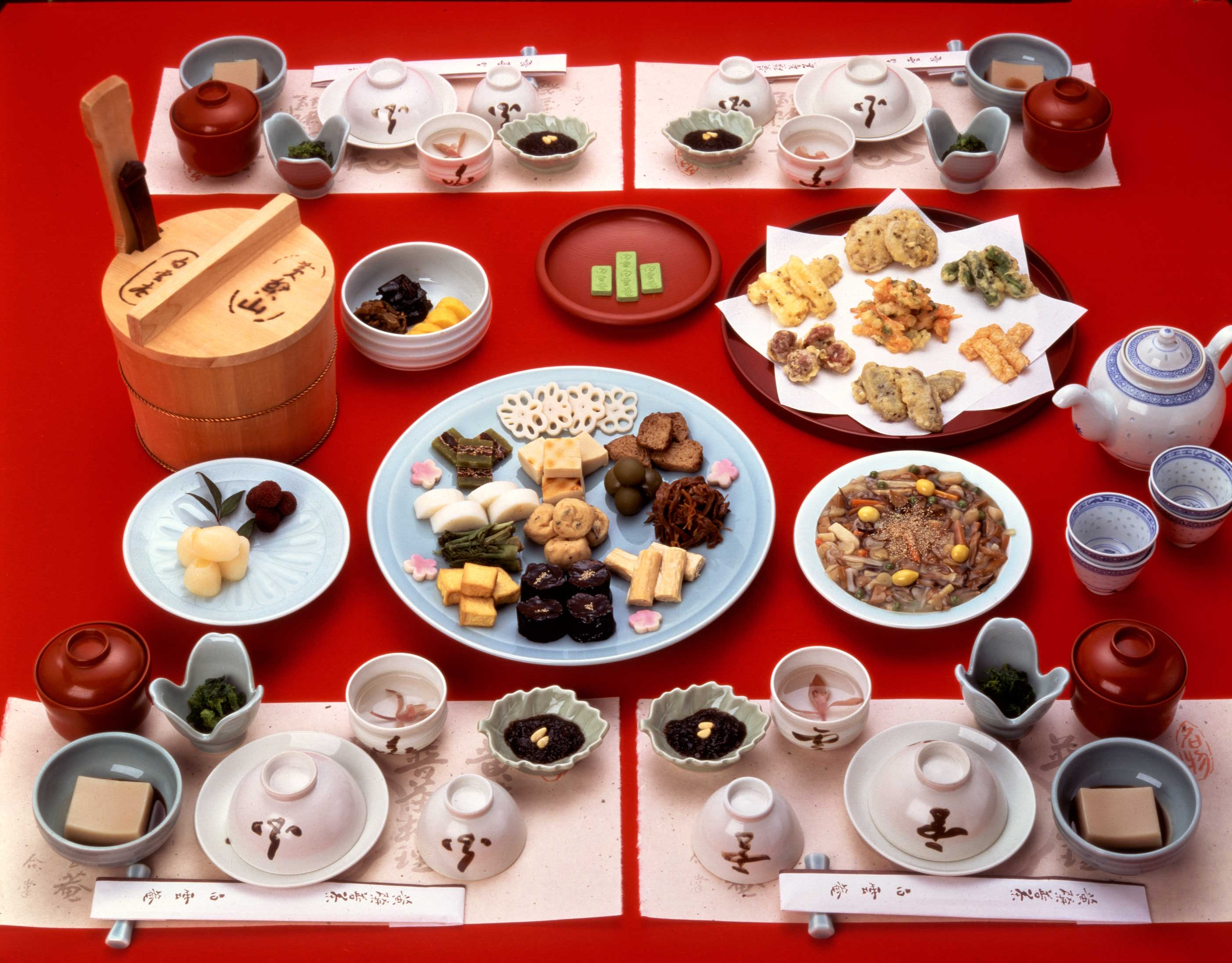
Fucha ryori (普茶料理) au Japon.

Le développement de l'alimentation des bouddhistes en tant que style particulier de cuisine est lié aux monastères, où un membre de la communauté est désigné à la tête des cuisines et doit fournir des repas qui respectent les consignes des préceptes bouddhiques. Les temples qui sont ouverts aux visiteurs peuvent aussi proposer des repas à ces derniers ; quelques temples ont effectivement maintenu une activité de restauration dans leurs bâtiments. Au Japon, cette pratique est généralement connue sous le nom shōjin ryōri (精進料理, « cuisine de dévotion »), et des repas sont servis dans beaucoup de temples, en particulier à Kyoto. Une version plus récente, dans un style plus chinois, imaginée par l'école zen Ōbaku, est connue sous le nom fucha ryōri (普茶料理). Cette pratique a lieu au temple majeur de Manpuku-ji, ainsi que dans divers autres temples. De nos jours, des restaurants commerciaux ont aussi adopté ce style, satisfaisant les besoins des pratiquants comme des non pratiquants laïques.

## Philosophies régissant l'alimentation

### Végétarisme

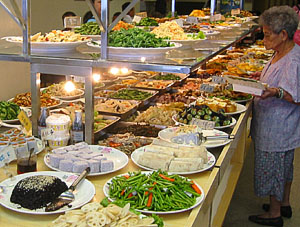
Buffet végétarien dans un restaurant à Taipei (Taïwan).

La plupart des plats considérés comme strictement bouddhiques sont végétariens, mais l'avis sur le végétarisme et les restrictions sur la consommation de viande varient parmi les courants bouddhiques.
Le terme pali/sanskrit désignant les moines et les nonnes signifie « celui qui cherche l'aumône ». Les moines et les nonnes qui suivent la voie theravada en s'alimentant par l'aumône doivent consommer les restes alimentaires qui leur sont offerts, y compris la viande. Une exception à cette règle existe : lorsque les moines et les nonnes ont vu, entendu, ou savent que l'animal a été abattu spécialement pour l'aumône, la consommation de sa viande serait négative pour le karma,. La même limitation est aussi suivie pour les bouddhistes laïques et est connue sous le nom de consommation de « viande trois fois pure » (三净肉 ; sānjìngròu). De plus, les sutras palis qui établissent cette règle indiquent que le Bouddha a refusé une suggestion de son disciple Devadatta d'inclure le végétarisme aux préceptes monastiques.
Dans la tradition mahayana, en revanche, l'adhésion aux sutras palis est contestée et certains sutras inclus dans le canon mahayana (en) contiennent plusieurs interdictions explicites de consommer de la viande : « La consommation de viande éteint le germe de la suprême compassion. »
Les courants bouddhistes japonais estiment généralement que le Bouddha a consommé de la viande. Toutes les écoles du bouddhisme japonais de l'époque de Kamakura (zen, Nichiren, Jodo) ont assoupli le vinaya (corpus de textes dictant la « discipline ») mahayana, et par conséquent, le végétarisme y est optionnel. Le bouddhisme tibétain considère que les techniques tantriques (en) rendent le végétarisme superflu[citation nécessaire]. La communauté monastique chinoise et vietnamienne, et la majorité du bouddhisme coréen, adhèrent de façon stricte au végétarisme.
Toutefois, les deux courants du bouddhisme mahayana et theravada considèrent que toute personne est libre de pratiquer le végétarisme en vue de cultiver la vertu (paramita) des bodhisattvas.

### Autres restrictions

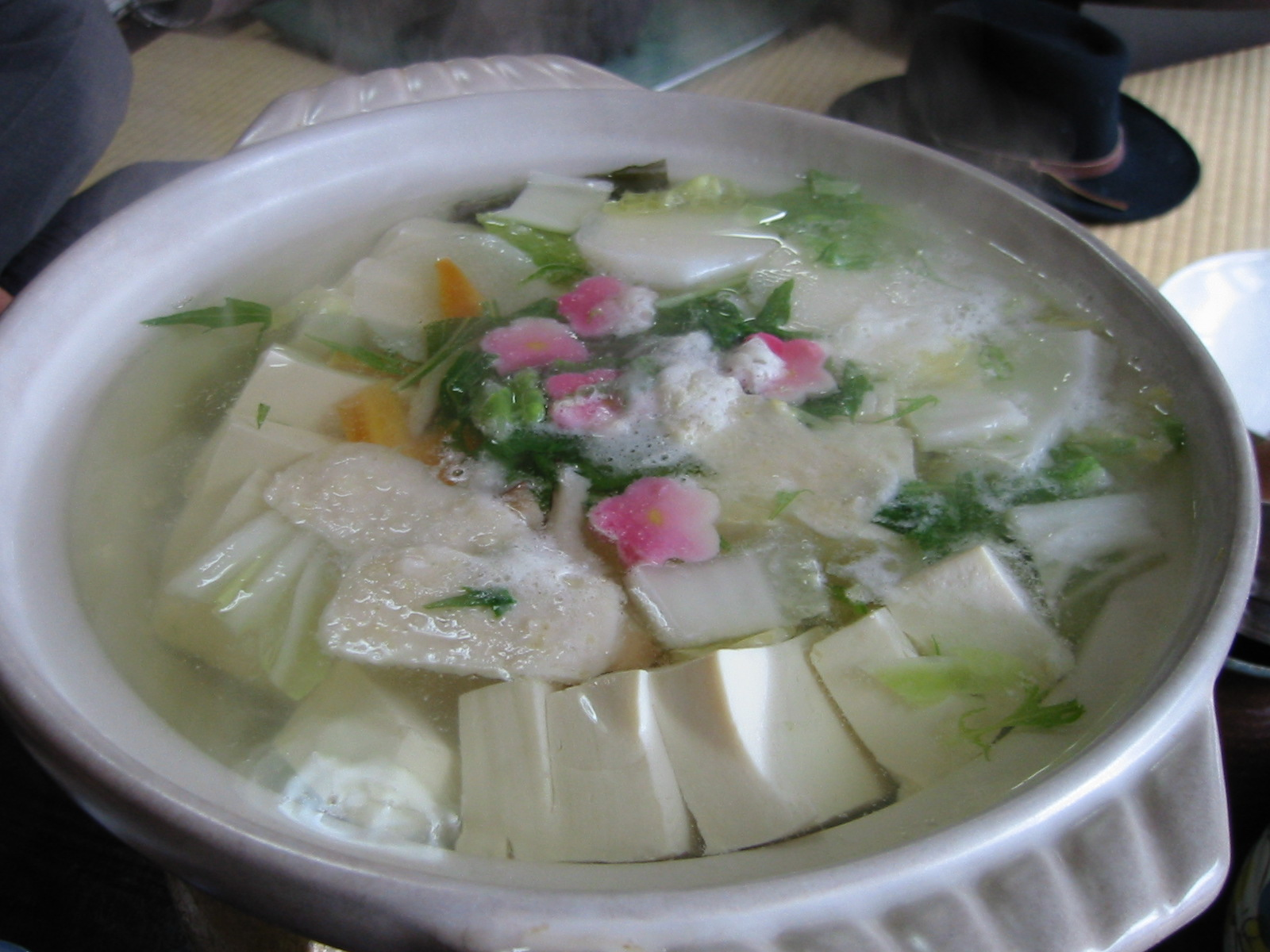
Un exemple de shōjin-ryōri consommé à Kyoto, au Japon au temple zen de Ryōan-ji.

La cuisine bouddhique de l'Asie de l'Est diffère de la cuisine végétarienne occidentale par le fait d'éviter de mettre un terme à la vie végétale. Le vinaya bouddhique appliqué par les moines et les nonnes interdit de blesser les plantes. Par conséquent, en toute rigueur, les légumes-racines (comme les pommes de terre, les carottes, les oignons et l'ail) ne sont pas utilisés puisque cela conduirait à la mort de la plante[citation nécessaire]. Le vinaya interdit aussi la consommation de mangues et d'ail aux moines et aux nonnes pour une autre raison : par le passé, des moines auraient récolté plus que ce qu'ils pouvaient consommer en un jour. On trouve cette interdiction aussi bien dans le vinaya theravada que le vinaya mahayana. Cette règle doit être appliquée en toute occasion, elle n'est pas limitée aux jours saints.
En plus de cette interdiction de l'ail, pratiquement tous les ordres monastiques mahayana en Chine, au Japon et au Vietnam évitent spécifiquement de consommer des plantes fortement odorantes comme l'asafoetida, l'échalote, l'allium senescens, et ils les appellent wǔ hūn (五荤 ; « les cinq légumes âcres et à forte odeur ») ou wǔ xīn (五辛 ; « les cinq épices ») parce qu'ils ont tendance à stimuler les sens. Cette pratique est basée sur les enseignements trouvés dans le sutra Brahamajala (en), le sutra Surangama et le sutra Lankavatara (chapitre 8). De nos jours, cette règle est souvent interprétée pour inclure d'autres légumes du genre Allium, ainsi que la coriandre. Ce régime alimentaire est en accord avec le style de vie ascétique des taoïstes. Le mode de pensée des bouddhistes d'Asie de l'Est est proche de celui des taoïstes. Cette habitude est aussi en phase avec beaucoup de croyants hindouistes et jaïnistes qui ne consomment pas d'aliments au goût âcre et piquant également.
La nourriture consommée par un bouddhiste rigoureux non végétarien est aussi soumise à des restrictions. Pour beaucoup de bouddhistes chinois, la consommation de bœuf, de grands animaux ou d'espèces exotiques est évitée. Ils appliquent aussi la règle de la « viande trois fois pure » mentionnée plus haut. Beaucoup ne respectent pas l'interdiction de manger des abats et organes d'animaux, connu sous le nom de xiàshui (下水), terme à ne pas confondre avec le mot « eaux usées ».
L'alcool et les autres drogues sont aussi évitées par beaucoup de bouddhistes en raison de leurs effets sur l'esprit et « l'attention ». Cela fait partie des Cinq Préceptes qui commandent de ne pas consommer des « substances addictives ». La définition de l'addiction dépend de chaque individu mais la plupart des bouddhistes considèrent l'alcool, le tabac et les drogues autres que les médicaments comme pouvant créer une addiction. Bien que les effets de dépendance à la caféine soient désormais notoires, les boissons caféinées et en particulier le thé ne sont pas incluses dans cette restriction ; le thé en particulier est considéré comme bon pour la santé et bénéfique, son effet de doux stimulant pour l'esprit recherché. Il y a de nombreuses légendes concernant le thé. Parmi les personnes qui pratiquent la méditation, on le considère comme capable de préserver la vigilance d'une personne et l'éveil sans surexcitation.

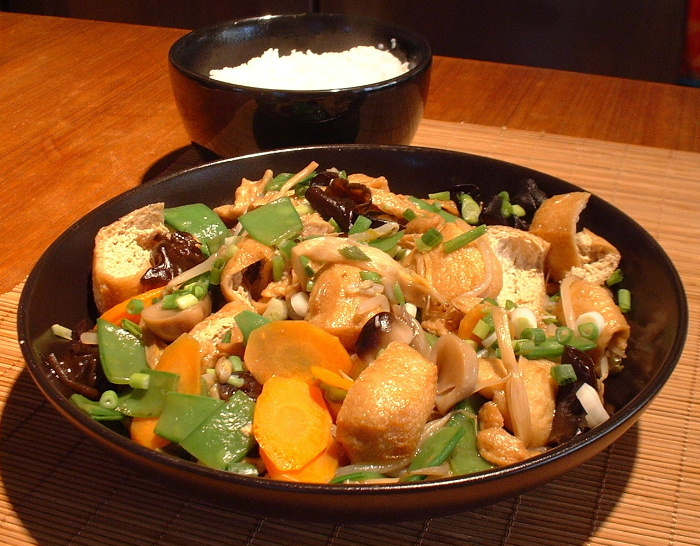
Un Délice de Bouddha

### Simple et naturelle

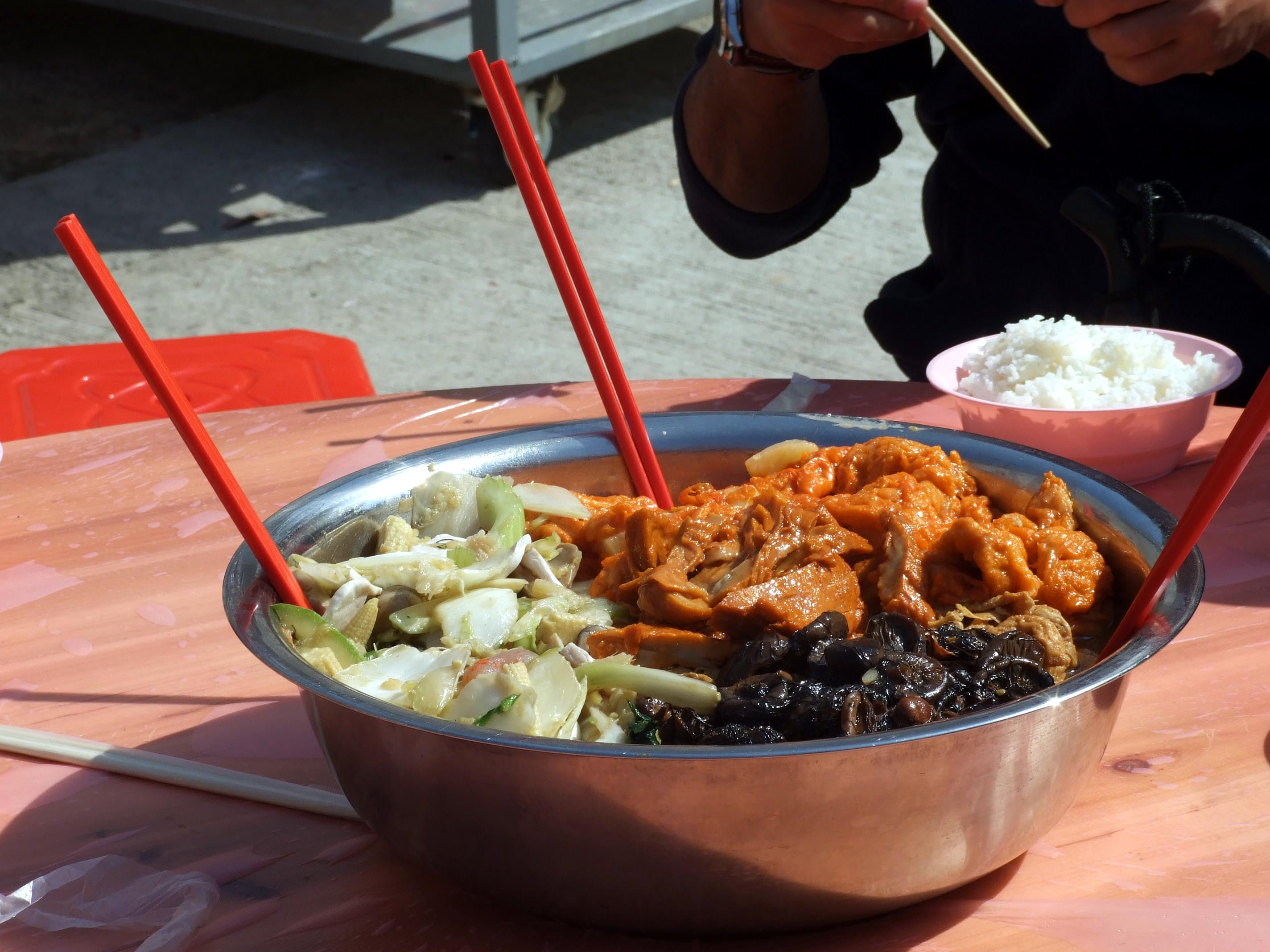
Marmite de légumes à Hong Kong.

En théorie et en pratique, beaucoup de styles culinaires régionaux peuvent être adoptés par les bouddhistes, tant que le cuisinier garde à l'esprit les restrictions mentionnées ci-dessus et prépare la nourriture, généralement des préparations simples, avec une attention particulière prêtée à la qualité, à la saveur et au fait que l'alimentation soit saine. Ne disposant souvent que d'un budget limité, les cuisiniers des monastères doivent tirer parti des ingrédients à leur disposition du mieux qu'ils peuvent.
Dans le Tenzo Kyōkun (« Instructions pour la cuisine zen »), Eihei Dogen, fondateur du zen Soto, a écrit ce qui suit à propos de l'attitude zen à adopter concernant la nourriture :
« 
Pendant la préparation de la nourriture, il est essentiel d'être honnête et de respecter chaque ingrédient, qu'ils soient bruts ou raffinés. […] Une soupe riche et onctueuse n'est pas supérieure à un bouillon d'herbes sauvages. Lors de la préparation et de l'utilisation des herbes sauvages, procédez comme vous le feriez pour des ingrédients destinés à des festins opulents, sans réserve, sincèrement, sans détour. Lorsque vous servez l'assemblée monastique, vous et eux devriez seulement goûter la saveur de l'Océan de Réalité, l'Océan de la Conscience Éveillée non obscurcie, que la soupe soit crémeuse ou faite seulement d'herbes sauvages. Pour nourrir les graines de vie dans la Voie, une nourriture riche ou des herbes sauvages ne sont pas distincts.
 »

## Ingrédients

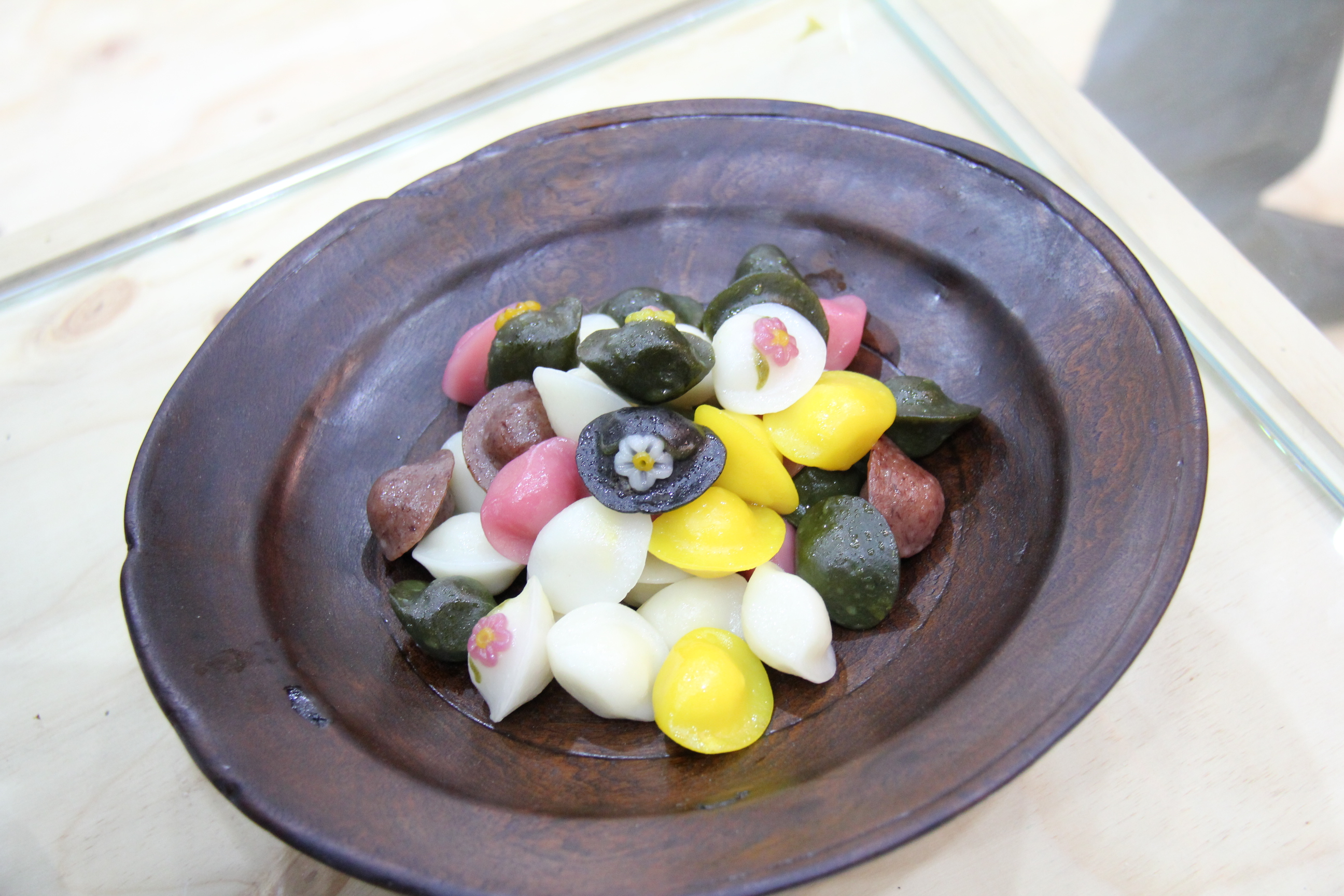
Tteok, gâteau de riz coréen.

En raison du statut prépondérant du riz dans la plupart des régions d'Asie de l'Est où le bouddhisme est la religion la plus pratiquée, il figure au centre de la table en tant que denrée de base dans le repas bouddhique, en particulier sous forme de bouillie de riz ou congee, consommé comme fréquemment plat du matin. Des nouilles ou d'autres céréales peuvent aussi souvent être servies. Des légumes de toutes sortes sont généralement soit sautés, soit bouillis avec des assaisonnements et peuvent être mangés avec diverses sauces. Les œufs et les produits laitiers sont parfois permis et peuvent se montrer sur les tables à l'occasion, en quantités limitées ; les produits laitiers ne sont pas communs dans les préparations purement japonaises ou chinoises mais peuvent apparaître dans des plats provenant de monastères américains et européens qui suivent ces pratiques. Les œufs sont souvent perçus comme étant presque de la viande et beaucoup de bouddhistes les évitent.
L'assaisonnement est façonné par tout ce qui est ordinaire dans la cuisine locale ; par exemple, la sauce de soja et le bouillon dashi vegan sont très présents dans la cuisine des monastères japonais, alors que les plats de curry peuvent prédominer en Asie du Sud-Est. Les douceurs et les desserts ne sont pas souvent consommés mais sont permis avec modération ; ils peuvent être servis en des occasions spéciales comme dans le cadre d'une cérémonie du thé dans la tradition zen.

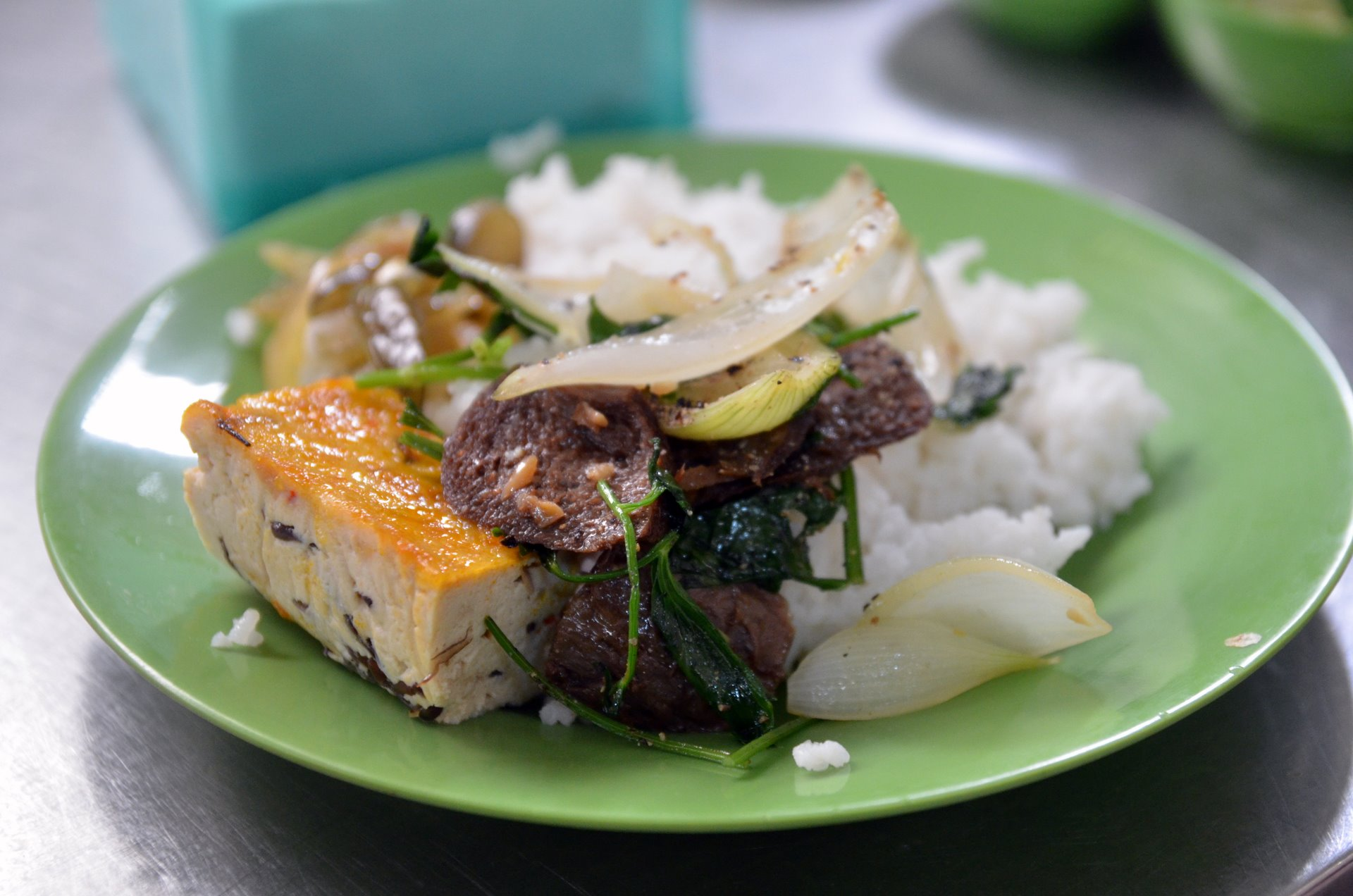
Plat végétarien dans un restaurant bouddhique de Ho Chi Minh Ville (Vietnam).

Les chefs bouddhistes végétariens sont devenus extrêmement créatifs pour ce qui est d'imiter la viande, en utilisant des préparations de gluten de blé, aussi connu sous le nom de seitan, des préparations de kaofu (烤麸) ou viande de blé, du soja (sous forme de tofu ou de tempeh), d'agar-agar, de konjac et d'autres produits végétaux. Certaines de leurs recettes sont parmi les plus anciens et les plus raffinés substituts de viande dans le monde. Le soja et le gluten de blé sont des ingrédients très polyvalents car on peut leur donner diverses formes et textures et ils absorbent les arômes (pour leur donner un goût de viande ou tout autre saveur), tout en ayant peu de saveur en eux-mêmes. Avec un assaisonnement adéquat, ils peuvent reproduire divers types de viandes de façon assez proche.
Quelques-uns de ces chefs bouddhistes végétariens résident dans les nombreux monastères et temples qui servent des plats sans ail et avec des imitations de viande aux moines et aux visiteurs. Ils servent notamment des non-bouddhistes, restant quelques heures ou quelques jours dans le monastère, et des bouddhistes qui ne font pas partie de l'ordre mais qui peuvent rester d'une nuit à plusieurs semaines voire quelques mois. Beaucoup de restaurants bouddhiques hors des temples servent aussi des plats végétariens, vegan, sans alcool et sans ail.
Certains bouddhistes n'adoptent un régime végétarien que du premier au quinzième jour du calendrier lunaire (jours de jeûne), pendant le réveillon du Nouvel An chinois et pendant les fêtes sacrées ancestrales. Pour satisfaire ce type de client aussi bien que les végétariens à plein temps, le menu d'un restaurant bouddhiste végétarien ne présente généralement aucune différence avec celui d'un restaurant typique d'Asie de l'Est, à ceci près que les recettes contenant habituellement de la viande sont servies avec une imitation de poulet à base de soja à la place.

## Variations suivant les courants ou les régions
D'après des livres de cuisine publiés en anglais, les repas formalisés des monastères dans la tradition zen suivent généralement un schéma en « trois bols » de taille décroissante. Le premier, le plus grand, est un plat à base de céréales comme du riz, des nouilles ou du congee ; le deuxième contient un plat de protéines qui est souvent une sorte de plat mijoté ou une soupe ; enfin, le troisième et le plus petit bol est un plat de légumes ou une salade.